# ايلمير نوريسوف
ايلمير نوريسوف (بالروسية: Нурисов, Ильмир Ильнурович)‏ (5 أغسطس 1996 بنابريجنيي تشلني في روسيا - ) هو لاعب كرة قدم روسي في مركز الوسط. لعب مع نادي كوبان كراسنودار.

## وصلات خارجية
- ايلمير نوريسوف على موقع قاعدة بيانات كرة القدم.إي يو (الإنجليزية)
- ايلمير نوريسوف على موقع Soccerway.com (الإنجليزية)